# Вердеревский, Василий Евграфович
Василий Евграфович Вердеревский (1801—1872) — поэт, переводчик.

## Биография
Из старинного дворянского рода. В 1819 году окончил Московский университетский благородный пансион, где преподавал до конца 1819 года. Вердеревский (по воспоминаниям современников «юноша весьма красивый собою») впоследствии женился на сестре товарища по пансиону Ф. П. Гурова (будущего члена сунгуровского кружка). Собирался издавать литературный журнал с В. С. Филимоновым и Н. А. Полевым. Служил в лейб-гвардейском Семёновском пехотном полку (1820), затем в Бородинском пехотном полку. В отставке в звании поручика (1824―1827). В 1827―1836 годах Вердеревский меняет много мест службы, наконец, получив должность (1836) правителя канцелярии Комиссариатского департамента Военного министерства, быстро богатеет. Посещал «пятницы» А. Ф. Воейкова и «четверги» Н. И. Греча. Служил в Польше (1838―1840). Чиновник Третьего отделения (с 1842). Председатель Нижегородской губернской казённой палаты (с 1858). В начале 1867 года в Нижнем Новгороде были вскрыты огромные недостачи казённой соли, тайно продававшейся по указанию Вердеревского. После долгого следствия, по решению Сената, Вердеревского лишили всех прав состояния и сослали в Сибирь (1869). Вскоре, однако, благодаря сильным связям он получил разрешение поселиться в имении дочери.
До середины 1830-х годов Вердеревский активно занимался литературным творчеством. Дебют ― стихотворение «Изображение задумчивости» (альманах «Каллиопа», 1816). Публиковал многочисленные стихи и переводы (в том числе из Горация, пользуясь французскими переводами и вольно обращаясь с подлинниками) в «Северной пчеле» (1827), «Вестнике Европы» (1818), «Благонамеренном» (1820―1822), «Сыне отечества» (1827), «Литературной газете» (1830), «Литературном Прибавлении к Русскому инвалиду» (1831); альманахах. Наибольшую известность Вердеревскому принёс перевод (также с французского) поэмы Дж. Байрона «Паризина» (СПб., 1827), вызвавший много разноречивых откликов.